# Pocsaj
Pocsaj è una città dell'Ungheria di 2.727 abitanti (dati 2001). È situata nella contea di Hajdú-Bihar.